# Saint-Cyr-le-Chatoux
Saint-Cyr-le-Chatoux es una comuna francesa situada en el departamento de Ródano, de la región de Auvernia-Ródano-Alpes. Pertenece a la comunidad de aglomeración Villefranche-Beaujolais-Saône.

## Demografía
| 55 | 50 | 68 | 88 | 85 | 107 | 121 | 136 |
| Para los censos de 1962 a 1999 la población legal corresponde a la población sin duplicidades (Fuente: INSEE [Consultar]) |    |    |    |    |     |     |     |